# 고토 타케루
고토 위존(後藤威尊, 1999년 6월 3일 ~ )은 일본의 아이돌이다. 남성 아이돌 그룹 INI의 멤버이다. 오사카부 출신이다. LAPONE 엔터테인먼트 소속되었다. 애칭은 「치요」, 「타케치요」이다.

## 내력
오사카부 토요노군 토요노초 출신 지역 축구 팀에 소속되어 있었다.
글로벌 보이그룹을 낳는 서바이벌 오디션 프로그램 「PRODUCE 101 JAPAN SEASON2」에 출연해, 이 프로그램에서 탄생한 「INI」의 멤버로서의 데뷔권을 획득했다. 2021년 11월 3일에 CD 데뷔했다.